# Prasmodon
Prasmodon (лат.) — род мелких наездников подсемейства Microgastrinae из семейства Braconidae (Ichneumonoidea).

## Распространение
Неотропика.

## Описание
Среднего размера паразитические наездники (для микрогастерин одни из самых крупных). Длина тела 3,3—5,8 мм (большинство более 4,0 мм), длина переднего крыла 3,8—6,2 мм (большинство видов более 4,2 мм). Основная окраска желтовато-оранжевая. От близких родов отличается размером яйцеклада, который равен 0,4—0,7 от длины задней голени; первый тергит гладкий; второй тергит поперечный. Переднее крыло с закрытым ареолетом (вторая субмаргинальная ячейка). Проподеум с морщинками и гладкими местами. Лунулы треугольные. Нотаули глубокие. Жгутик усика 16-члениковый. Нижнечелюстные щупики 5-члениковые, нижнегубные щупики состоят из 3 сегментов. Дыхальца первого брюшного тергиты находятся на латеротергитах. Паразитируют на гусеницах бабочек (Elachistidae, Crambidae).

## Классификация
Около 20 видов. Род был впервые выделен в 1965 году, а его валидный статус подтверждён американским энтомологом Уильямом Ричардом Мейсоном в 1981 году на основании типового вида Prasmodon eminens Nixon, 1965. Prasmodon принадлежит к подсемейству Microgastrinae.
- Prasmodon almasolisae Fernández-Triana & Whitfield, 2014
- Prasmodon aureus Fernández-Triana & Whitfield, 2014
- Prasmodon bobpoolei Fernández-Triana & Whitfield, 2014[4]
- Prasmodon eminens Nixon, 1965
- Prasmodon bobpoolei Fernández-Triana & Whitfield, 2014
- Prasmodon bobrobbinsi Fernández-Triana & Whitfield, 2014
- Prasmodon dondavisi Fernández-Triana & Whitfield, 2014
- Prasmodon erenadupontae Braet and Fernández-Triana, 2014
- Prasmodon johnbrowni Fernández-Triana & Whitfield, 2014
- Prasmodon masoni Fernández-Triana & Whitfield, 2014
- Prasmodon mikepoguei Fernández-Triana & Whitfield, 2014
- Prasmodon nixoni Fernández-Triana & Whitfield, 2014
- Prasmodon paulgoldsteini Fernández-Triana & Whitfield, 2014
- Prasmodon scottmilleri Fernández-Triana & Whitfield, 2014
- Prasmodon silvatlanticus Fernández-Triana & Whitfield, 2014
- Prasmodon subfuscus Fernández-Triana & Whitfield, 2014
- Prasmodon tijucaensis Fernández-Triana & Whitfield, 2014
- Prasmodon verhoogdenokus Braet and Fernández-Triana, 2014[4]
- Prasmodon zlotnicki[5]
- Другие виды